# Cardiomya surinamensis
Cardiomya surinamensis is een tweekleppigensoort uit de familie van de Cuspidariidae. De wetenschappelijke naam van de soort is voor het eerst geldig gepubliceerd in 1971 door Van Regteren Altena.